# Ист Енд
Ист Енд (на английски: East End) се нарича източната част на Лондон.
Исторически се асоциира с времето, представено в произведения на Чарлс Дикенс и други автори, пресъздаващи епохата на индустриалната революция. Ист Енд е районът на бедния Лондон в антипод на модерната или богатата част от града – Уест Енд.
Точно определяне на границите на Ист Енд няма, най-общо това е източен Лондон – на изток от Лондонското сити, в близост до старото пристанище (Доклендс), където пристигали в Англия имигрантите. Сред историческите квартали на Ист Енд са Уайтчапъл и Степни.
Най-общо Ист Енд е районът, ограничен от стената на Лондонското Сити на запад, на юг – от Темза, река Ли (приток на Темза) – на изток и районите Хакни и Виктория парк на север. Административно Ист Енд е градски окръг (боро) в състава на Голям Лондон, включващ и южната част от борото Хакни.
В края на XIX век до самия източен край на Лондон достига и линия на Лондонското метро, което ускорява връзките му с центъра и западните райони от града. Въпреки усилията от страна на градските власти на Лондон за интеграцията на Ист Енд към останалата част от града, тази източна част на Лондон все още има репутация на „докерска“, т.е. работническа (пролетарска) зона.
Ест Енд е известен с прочутата улична схватка, разиграла се в средата на 30-те години на XX век, известна като битката на Кабелната улица.
Старата промишлена зона по поречието на Темза от Ест Енд, известна като Канари Уорф, в края на XX век се превръща в бизнес център с най-високите сгради във Великобритания, в това число 235-метровия небостъргач One Canada Square.